# Carne de burro
La carne de burro es la carne obtenida del sacrificio del burro o asno (nombre científico: Equus africanus asinus) para el consumo humano, con fines alimenticios o medicinales.

## Países productores
En muchos países se producen estos animales para destinarlos a la faena, según la FAO (Organización de las Naciones Unidas para la Alimentación y la Agricultura), organización esta dependiente de la ONU, China, Burkina Faso, Senegal, Nigeria, Mauritania y España, son productores de carne de asno.
Aunque en 2024, Dina Boluarte (presidente de Perú) decidió hablar con el gobierno chino de exportar carne de burro.

## Características
La carne de burro contiene 40 % de proteínas y bajo contenido graso.